# Шейвертаун (Пенсільванія)
Шейвертаун (англ. Shavertown) — переписна місцевість (CDP) в США, в окрузі Лузерн штату Пенсільванія. Населення — 1968 осіб (2020).

## Географія
Шейвертаун розташований за координатами 41°19′8″ пн. ш. 75°56′26″ зх. д. / 41.31889° пн. ш. 75.94056° зх. д. (41.318792, -75.940536).  За даними Бюро перепису населення США в 2010 році переписна місцевість мала площу 3,15 км², уся площа — суходіл.

## Демографія
Згідно з переписом 2010 року, у переписній місцевості мешкало 2019 осіб у 878 домогосподарствах у складі 596 родин. Густота населення становила 640 осіб/км².  Було 933 помешкання (296/км²).
Расовий склад населення:
| - 97,5 % — білих - 1,0 % — азіатів - 0,6 % — чорних або афроамериканців |

До двох чи більше рас належало 0,6 %. Частка іспаномовних становила 0,9 % від усіх жителів.
За віковим діапазоном населення розподілялося таким чином: 18,5 % — особи молодші 18 років, 64,0 % — особи у віці 18—64 років, 17,5 % — особи у віці 65 років та старші. Медіана віку мешканця становила 46,9 року. На 100 осіб жіночої статі у переписній місцевості припадало 96,0 чоловіків;  на 100 жінок у віці від 18 років та старших — 92,4 чоловіків також старших 18 років.
Середній дохід на одне домашнє господарство  становив 65 726 доларів США (медіана — 52 125), а середній дохід на одну сім'ю — 84 363 долари (медіана — 78 365). За межею бідності перебувало 14,3 % осіб, у тому числі 33,6 % дітей у віці до 18 років та 11,8 % осіб у віці 65 років та старших.
Цивільне працевлаштоване населення становило 1287 осіб. Основні галузі зайнятості: освіта, охорона здоров'я та соціальна допомога — 28,9 %, роздрібна торгівля — 14,8 %, науковці, спеціалісти, менеджери — 14,0 %.